# Riera de les Arenes
La riera de les Arenes discorre pel Vallès Occidental al llarg d'uns 15 km i té una conca de 30 km². Neix al vessant sud del coll d'Estenalles (870,4 m), més avall del Montcau, a la serra de Sant Llorenç del Munt, al terme municipal de Mura. Passa per Matadepera (on rep, per la dreta, el torrent de la Font de la Riba, a l'altura de la urbanització de les Pedritxes), Terrassa i les Fonts. Aquí conflueix, també per la dreta, amb la riera del Palau i llavors passa a formar la riera de Rubí, la qual va a parar al Llobregat.

## Riuades
El 25 de setembre de 1962 la crescuda de les aigües de la riera a causa d'unes pluges molt intenses va provocar efectes catastròfics en l'anomenada Gran Riuada (o aiguats del Vallès), al seu pas pels barris terrassencs de Sant Llorenç, Ègara, les Arenes, Ca n'Anglada, Can Palet i les Fonts, on hi havia construccions al llit mateix de la riera. Es calcula que va arribar a dur 700 metres cúbics per segon, mentre que el cabal normal durant la major part de l'any és inapreciable, ja que moltes vegades baixa seca. De resultes de la riuada van morir més de 900 persones a tot el Vallès, més de 300 a Terrassa, i els danys materials van ser molt grans.
També s'hi han produït crescudes importants als anys 1971, 1994, 1996 i 2023, però s'han estalviat els danys materials i humans per la canalització del llit de la riera.